# 紫色丽管螺
紫色丽管螺（学名：Formosana purpurascens），是柄眼目烟管蜗牛科台湾烟管蜗牛属的一种。主要分布于中国大陆，常栖息在阴暗潮湿和多腐殖质的环境。
其种加词“purpurascens”意为“紫色的”。